# Tour des Pouilles et Lucanie
Le Tour des Pouilles et Lucanie (en italien : Giro di Puglia e Lucania) est une ancienne course cycliste par étapes italienne disputée de 1948 à 1955 dans les Pouilles et la Basilicate. 

## Palmarès
| Année | Vainqueur             | Deuxième        | Troisième         |
| ----- | --------------------- | --------------- | ----------------- |
| 1948  | Oliviero Tonini       | Danilo Barozzi  | Guido Bernardi    |
| 1949  | Livio Isotti          | Fausto Marini   | Giancarlo Foresti |
| 1950  | Renato Barbiero       | Donato Zampini  | Renzo Soldani     |
| 1952  | Renato Ponzini        | Bruno Monti     | Roberto Falaschi  |
| 1953  | Gettuglio Del Pellaro | Giuseppe Mauso  | Giuseppe Barale   |
| 1954  | Marcello Mascii       | Ottavio Carello | Flamino Giusti    |
| 1955  | Nino Assirelli        | Rolondo Verdini | Giuliano Michelon |